# Grammomys dryas
Grammomys dryas és una espècie de mamífer rosegador de la família dels múrids. Viu a Burundi, la República Democràtica del Congo i Uganda. El seu hàbitat natural són els boscos montans tropicals humits. Està amenaçat per la destrucció del seu medi a conseqüència de l'expansió dels camps de conreu i la tala d'arbres. El seu nom específic, dryas, significa ‘dríada’ en llatí.